# Calamochrous medialis
Calamochrous medialis là một loài bướm đêm trong họ Crambidae.